# روبرت إتش. شامبرلين
روبرت إتش. شامبرلين هو سياسي أمريكي، ولد في 16 يونيو 1838 في ورسستر في الولايات المتحدة، وتوفي في 28 يونيو 1910. نشط حزبياً في الحزب الجمهوري.